# اچ‌ام‌اس پاندورا (۱۸۰۶)
اچ‌ام‌اس پاندورا (۱۸۰۶) (به انگلیسی: HMS Pandora (1806)) یک کشتی بود که طول آن ۱۰۰ فوت ۰ اینچ (۳۰٫۵ متر) بود. این کشتی در سال ۱۸۰۶ ساخته شد.